# Sophie (ÑuSat-7)
Sophie (ÑuSat-7) — малый аргентинский спутник. Предназначен для коммерческой съёмки Земли.

## Имя

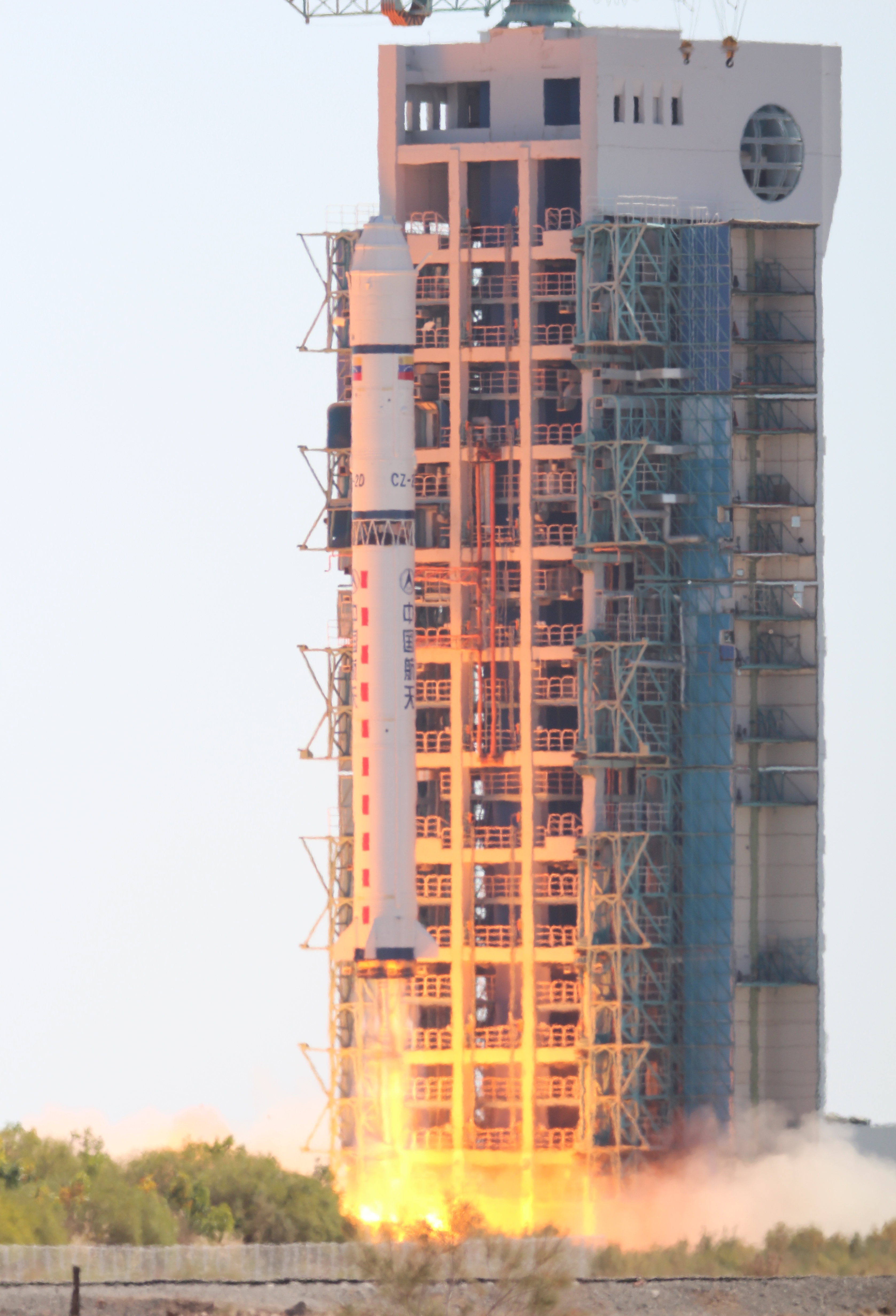
Запуск ракета-носителя на котором был запущен спутник

Спутник назван в честь Софии Жермен.

## Задачи
Аргентинские космические аппараты ÑuSat-7 «Sophie» (Aleph-1 7) и ÑuSat-8 «Marie» (Aleph-1 8) являются частью орбитальной группировки создаваемой и управляемой компанией Satellogic S.A. Всего в эту группировку будет входить до 25 аппаратов. Aleph-1 7 и Aleph-1 8 технически идентичны и имеют массу 37 кг, габариты 450 мм x 450 мм x 800 мм. Основной задачей спутников станет предоставление коммерческих данных дистанционного зондирования Земли в видимом и инфракрасном диапазонах спектра. Мультиспектральная камера аппаратов обеспечивает съемку с разрешением около 1 метра, а гиперспектральная позволяет получать данные с разрешением около 30 метров.

## Оборудование
U/V транспондер с выходной мощностью 2 Вт для нисходящей линии связи 8 ГГц и восходящей линии связи 2 Ггц будет работать на полосе пропускания 100 кГц. Для резервной телеметрии проектировщики рассматривают УВЧ-транспондер, работающий на 9k6 GFSK.